# Вали Јонеску
Вали Јонеску (рум. Vali Ionescu-Constantin; Турну Магуреле, 31. август 1960) била је румунска, атлетичарка, специјалиста за скок удаљ.

## Спортска биографија
Најуспешнија година у каријери била је 1982. када је освојила бронзану медаљу у Милану на Европском првенству у дворани скоком од 6,52 метра. Дана 1. августа 1982. године, у Букурешту, Вали Јонеску поставља нови светски рекорд у скоку удаљ са 7,20 м, што је за 11 цем поправила рекорд совјетске атлетичарке Вилме Бардускене из 1978. Почетком септембра, Јонескуова постаје европска првакиња на Европском првенству на отвореном у Атини са 6,79 м, шест центиметара испред своје земљакиње Анисоара Кусмир-Станчу.
У 1984. Вали Јонеску је друга на Олимпијским играма у Лос Анђелесу овог пута иза Анисоара Кусмир-Станчу.

## Значајнији резултати
| Год   | Такмичење                    | Место       | Пласман | Резултат | Бел. |
| ----- | ---------------------------- | ----------- | ------- | -------- | ---- |
| 1982. | Европско првенство у дворани | Милано      |         | 6,52 м   |      |
| 1982. | Европско првенство           | Атина       |         | 6,79 м   |      |
| 1983. | Универзијада                 | Едмонтон    |         | 6,56 м   |      |
| 1984. | Олимпијске игре              | Лос Анђелес |         | 6,81 м   |      |